# Île Cézon
L'île Cézon est une île, accessible à pied à marée basse, située à l'embouchure de l'Aber-Wrac'h dans le Finistère. Elle comporte un fort construit par Vauban.
Son nom viendrait du breton saozon, qui signifie saxon ou anglais.

## Le fort
L'île Cézon est fortifiée dès l'époque romaine pour protéger le port. L'importance de cette fortification a toujours été vitale pour le port de l'Aber Wrac'h, déjà cité dès le XIVe siècle comme port de relâche important.
Bordant le chenal d'accès de l'Aber Wrac'h, l'île est choisie par Vauban en 1685 pour y établir un fort destiné à assurer la défense de ce site stratégique, permettant aux corsaires et caboteurs de venir s'y abriter (L'Aber Wrac'h est le seul mouillage en eau profonde entre Brest et Roscoff, offrant même un abri aux navires de guerre ou de commerce de tonnage plus importants). De plus, l'arsenal de Brest n'étant qu'à une trentaine de kilomètres, l'établissement d'un fort permettrai de dissuader un éventuel débarquement anglais visant à prendre le port de Brest à revers, par la terre.
Le projet original de Vauban était au départ bien plus ambitieux. Son idée, dès 1685 était de construire des batteries sur 4 îles différentes afin de bien protéger toute la côte d'un éventuel débarquement. Les îles de Cézon, de la Plate, de la Croix et du Four devaient être aménagées. Mais faute de moyens, seule l’île Cézon sera retenue pour la construction d’une batterie.
Les travaux, confiés à l'ingénieur Isaac Robelin débutent en 1694 pour se finir dix ans plus tard en 1705. Suivant les plans de Vauban, Robelin fait dresser en premier lieu une tour d'artillerie de forme ovoïdale (relativement bien conservée aujourd'hui) accessible par un petit pont-levis et installe plusieurs batteries défendant le chenal d'accès de l'aber. Du fait de sa petitesse, l'île devient un fort militaire à part entière.
Divers bâtiments occupant l’espace intérieur du fort sont également construit ou aménagés : casernes, corps de garde, plateformes d'artillerie, etc. Tout au long de la vie du fort, plusieurs éléments viendront s'ajouter. On peut notamment citer la guérite, construite au XIXe siècle ainsi que les magasins à poudre et aux vivres (tous deux datent de 1859), le fourneaux à rougir les boulets (construits vers 1808, il diffère des fourneaux à réverbère de type Meusnier observables ailleurs sur la côte et il présente un certain nombre d'originalités), une citerne et un mât de pavillon, planté au sommet de la tour. Ce dernier permettait de communiquer par signaux avec les navires entrant ou avec d'autres "sémaphores" (ancêtre du télégraphe).

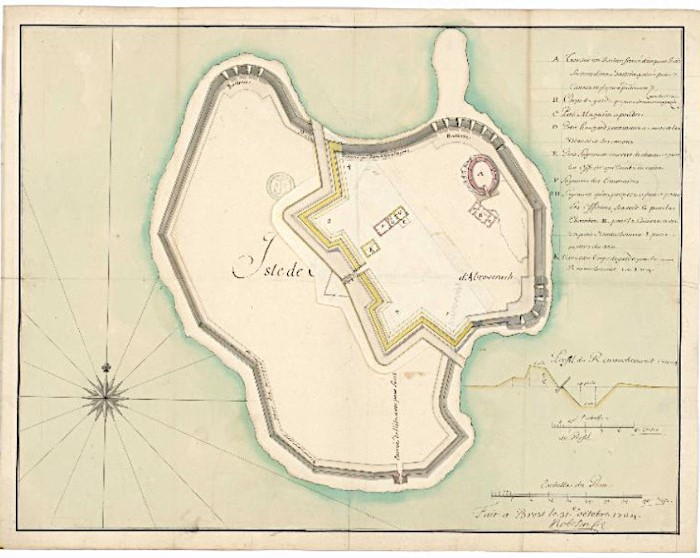
Plan de l'île Cézon

À la fin du XVIIIe siècle on compte en temps de paix 35 hommes de troupes régulières commandés par 2 officiers sans compter le personnel nécessaire au fonctionnement du fort. Pour la plupart, ce sont des paysans ou des ouvriers recrutés sur place pour servir comme chaloupiers, hommes de main, charretiers, etc.
En temps de guerre, la garnison s'élève à 55 hommes commandés par 4 officiers.
L'artillerie est composée de 6 pièces d'artillerie, dont 2 canons de 18 livres et 4 de canons de 12 livres, toutes montées sur affût de côte. La poudrière abrite alors 2 807 livres de poudre et chaque pièce d'artillerie dispose de 50 coups de canons.
L'île est attaquée à plusieurs reprises par les Anglais pendant les guerres de la Révolution française et du Premier Empire.
Le fort sera déclassé en 1889.
Pendant la Seconde Guerre mondiale, l'île retrouve une importance stratégique, les Allemands y construisent des blockhaus, des tourelles pour mitrailleuses et des soutes à munition ainsi que des abris pour les soldats.

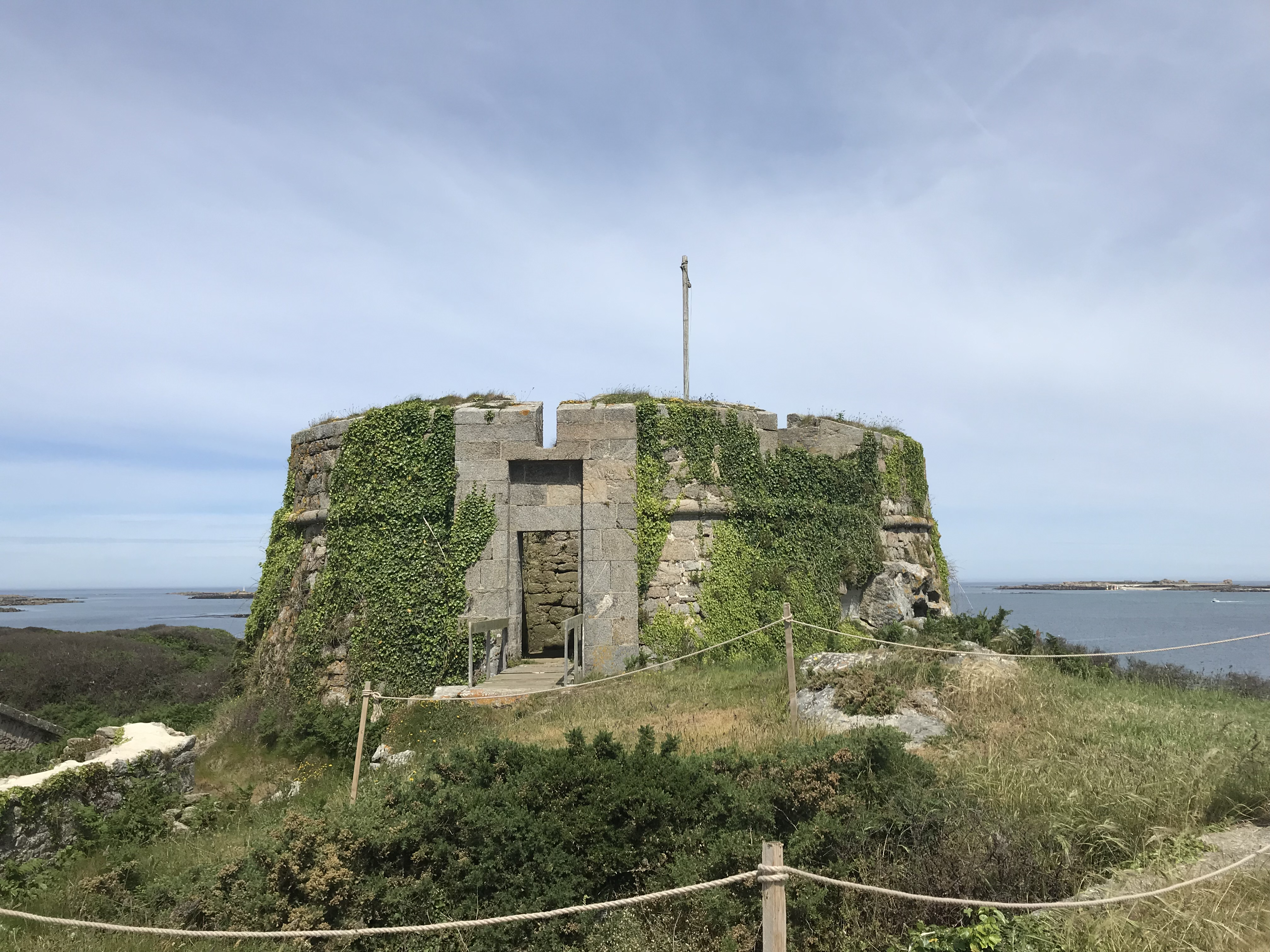
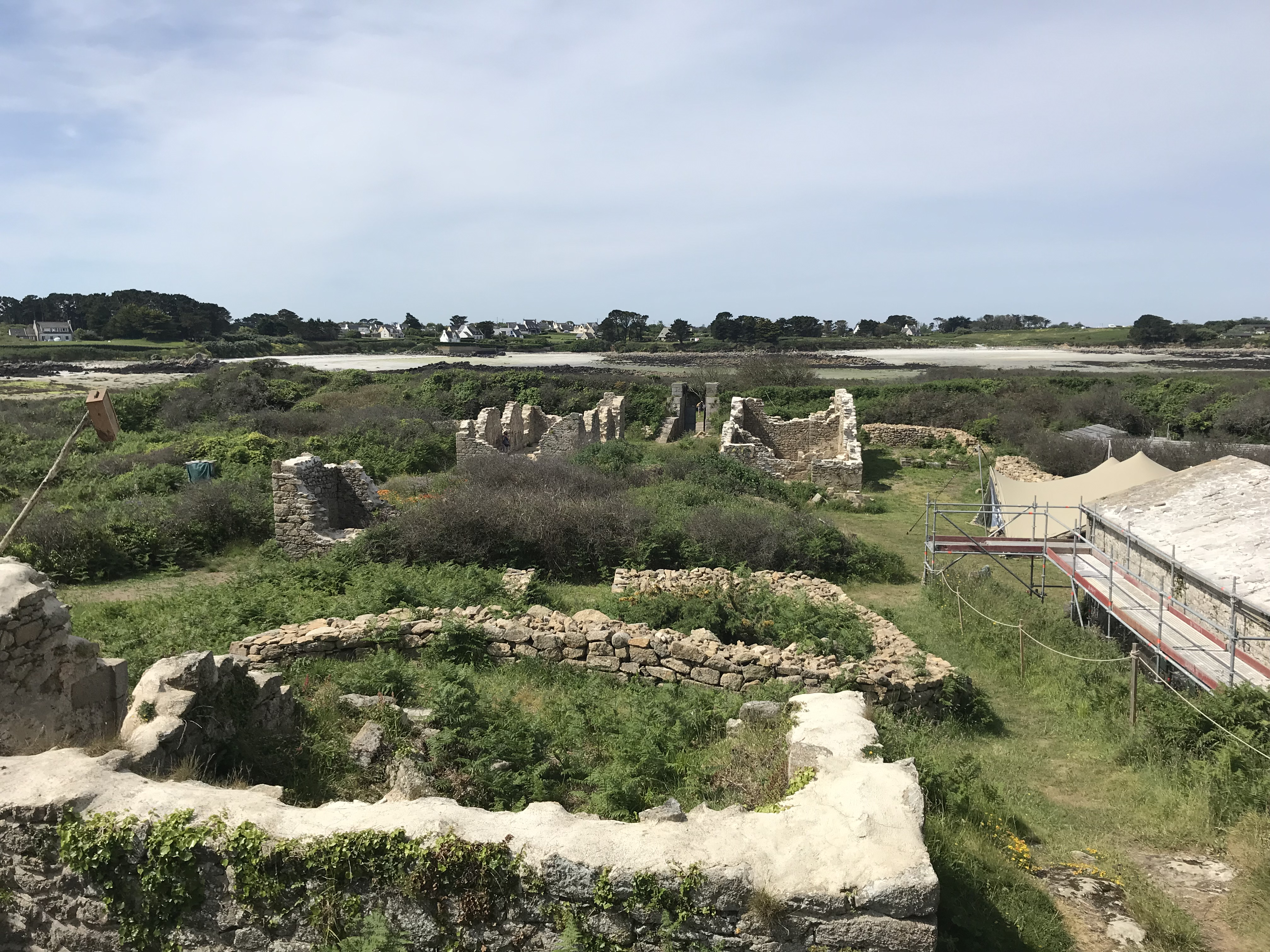
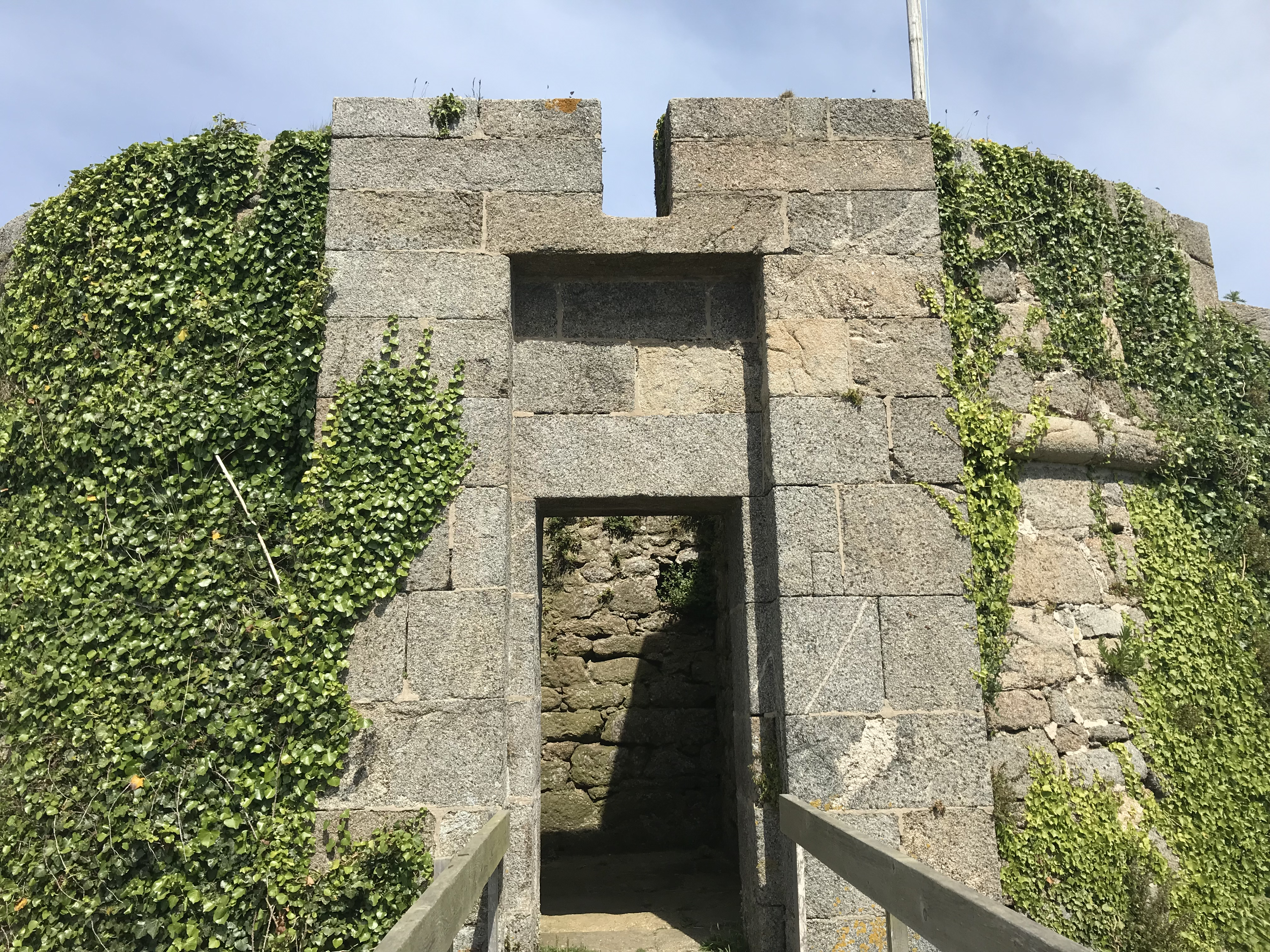

## Classement et protection
L'île Cézon avec son fort sont inscrits aux monument historique par arrêté du 27 juillet 2015.
L'île est vendue en 1957 à un propriétaire privé par l'administration des Domaines et fait, depuis 1994, l'objet de travaux de restauration coordonnés depuis 2015 par une association.
En décembre 2020, l'île, avec son terrain de 28 000 mètres carrés, est acquise par le Conservatoire du littoral qui envisage un nouveau programme de restauration.